# 潤
潤（じゅん、1973年5月4日 - ）は、日本のミュージシャン。PIERROT、ALvino及びBräymenのギタリスト。

## 来歴
長野県内の高校を中退後、様々なアルバイトを経て、当時のバイト先であったバーにて職場の同僚と客として訪れたキリトと知り合い、共に本格的にバンド活動をはじめる。元々ギタリストだが、バンドDizy-Lizyには当初ベーシストとして加入した。しかし、すぐにギタリストへ戻っている。その後、メンバーチェンジ・バンド名の変更を経て、PIERROTのギタリストとして活動。1998年、東芝EMIよりPIERROTのメンバーとしてシングル「クリア・スカイ」でメジャーデビュー。
2005年、当時La'cryma Christiを脱退したKOJIと共に楽曲制作等の活動を開始、12月にアマチュア・バンド「NIOI」の元ボーカリスト翔太をフロントマンに迎えALvinoを結成。2006年4月12日、PIERROTが解散。同年12月、ALvinoのギタリストとしてデビュー。
2012年、自身がボーカルも務めるソロプロジェクト「CRims(クライムス)」を開始。2014年、個人レーベル「Creative Gear」を設立。同年4月12日、PIERROTの再結成コンサート「DICTATORS CIRCUS FINAL」を開催する事を発表。10月24日・10月25日、PIERROTとして8年ぶりのライブを成功させる。
2018年3月をもってALvinoがバンドとしての活動を停止。
同年8月5日よりBräymenのギタリストとして活動中。

## 人物
長野県出身で実家は食料品店を経営していた。
動物好きで、特に猫好き。
髪型の遍歴が多く、初期から一貫していない。
幼少期から漫画やアニメ(特にロボット系）には但ならぬ情熱がある。
趣味はゲームで、一通りの家庭用のハードは殆ど所有しているほどで、特に好きなゲームはモンスターハンターシリーズ。
PIERROT時代と違い、ALvinoでは作詞も手掛ける様になった。
ギタースタイルなどは今井寿やINORANなどに影響を受けたという。

### 【PIERROT活動関連】
結成頃からツインギターのあり方を模索した結果、ギターシンセサイザーを主軸としたシステムを導入し、作曲やライブにて駆使していた。プレイスタイルとしては基本的にアルペジオやコード弾きなどバッキング主体であるが、曲によってはギターシンセサイザーを用いたリードを弾く事もある。同じギターのアイジと楽曲内で」全く同じ内容のギターフレーズを弾くことは滅多に無く、常に対照的な演奏をする事で楽曲の広がりが出る事を重要視していた。また、ライブ時のコーラスを担当する事も多い。2013年5月6日、キリト、KOHTA、TAKEOの在籍するAngeloのライブを観に行った事をブログで明かした。同時に、キリトのブログでも潤が訪れた様子を紹介した。

## 使用機材
ギターはESPでオーダーメイドしており、PIERROT初期はモデル名「RJ」を使用。PIERROTデビュー後に製作された「RJ-II」も含め、ギターシンセサイザーの回路が組み込まれている。その他、「KARULA」、「Skull cat」も使用。。アンプはPIERROT時はマッチレス、ALvino時はマーシャル。